# 모닝벨
《모닝벨》은 SBS Biz에서 평일 오전 6시부터 8시 30분에 방송하는 TV 뉴스 프로그램이다.

## 방송시간
- 평일 오전 6시 ~ 8시

## 출연자
- 김기호 앵커
- 최주연 앵커

## 동시간대 경쟁 뉴스 프로그램
- KBS 뉴스광장 (KBS 1TV)
- MBC 뉴스투데이 (MBC)
- 모닝와이드 (SBS)